# Idioptilon cinnamomeipectum
Az Idioptilon cinnamomeipectum a madarak osztályának a verébalakúak (Passeriformes) rendjébe és  a királygébicsfélék (Tyrannidae) családjába tartozó faj.

## Rendszerezés
Besorolása vitatott, egyes rendszerezők a Hemitriccus nembe sorolják Hemitriccus cinnamomeipectus néven.

## Előfordulása
Ecuador és Peru területén honos. A természetes élőhelye szubtrópusi vagy trópusi nedves hegyi erdők.